# Theraps coeruleus
Theraps coeruleus és una espècie de peix pertanyent a la família dels cíclids i a l'ordre dels perciformes.

## Etimologia
El seu epítet coeruleus (blau) fa referència al color de les femelles i al de tots dos progenitors durant el període reproductor.

## Descripció
Fa 12 cm de llargària màxima, tot i que les femelles són de 2 a 3 cm més petites que els mascles. Mascles amb una mena de gep al cap. El seu color de fons és argentat blavós amb 7 petites taques de color blau fosc als flancs. Presenta dimorfisme sexual, ja que, a banda de la major grandària dels mascles, les femelles tenen una àrea de color blau amb dues taques negres a la secció mitjana de l'aleta dorsal, les quals manquen en els mascles.

## Reproducció
La femella (amb una coloració de fons beix i la part inferior del cap, pit i ventre de color blau fort) cerca una zona amb el corrent d'aigua més lent i un cau que li servirà de niu (els forats dels troncs d'arbres enfonsats són els indrets més desitjables, encara que les cavitats entre les roques i ampliades excavant el substrat adjacent també són idònies). Quan ha fet possessió d'un territori, ho expressa amb una filera de sis a vuit grans taques blanques longitudinals sobre els seus flancs (les quals prenen el lloc de les negres que mostra normalment) i amb una coloració general que s'intensifica i on predominen dues grans taques negres anellades i blaves a la part mitjana de l'aleta dorsal. El mascle (normalment, de color groc verdós i amb 8-10 taques negres longitudinals a la part mitjana dels flancs) ronda el territori de la femella, la qual roman a l'entrada del seu cau ignorant-lo durant hores. Seguidament, el mascle triat (sempre més gran que la mateixa femella) i la femella inicien el ritual d'aparellament fent cercles l'un al voltant de l'altre. Una vegada que la parella és establerta, mascle i femella canvien de coloració i comencen a perseguir a tots els intrusos. És en aquest moment que el seu epítet, coeruleus, es fa evident, ja que tots dos desenvolupen una coloració blau cel a tot el cos (incloent-hi les aletes) amb només una taca negra al mig dels flancs. L'àrea de posta és netejada per ambdós peixos a fi de dipositar els ous i fertilitzar-los i, tot seguit, al voltant de 200 ous (depenent de la mida de la femella, de color groc, ovalats i de 2,1 mm de longitud per 1,7 mm d'amplada) són adherits al sostre o les parets de la cavitat i oxigenats per les aletes pectorals de la femella. És en aquest moment que la femella roman a l'entrada o a l'interior del catau mentre el mascle patrulla l'àrea immediatament circumdant. Els ous triguen uns dos dies a fer la desclosa i, quatre dies més tard, els alevins (després d'haver consumit els seus sacs vitel·lins neden i s'aventuren fora de la cova. És en aquest punt quan un altre canvi s'esdevé en la coloració dels pares, ja que els apareix un patró negre sobre el color de fons blau cel i amb sis franges incompletes que baixen des de la part superior fins a les ara taques negres que es troben longitudinalment a la part mitjana dels seus flancs. Una mena d'"U" de color negre també apareix just per sota de la base anterior de l'aleta dorsal. Tots dos pares protegeixen llurs cries mentre elles es nodreixen de petites larves i detritus que troben a la superfície de les roques. Quan un perill és percebut, els alevins s'afanyen a desaparèixer entre les roques circumdants i només els progenitors romanen a la vista. Una vegada que l'alarma ha passat, els alevins tornen a aparèixer un per un sortint dels seus amagatalls. Quan les cries arriben al voltant dels quatre cm de llargada, s'agrupen amb els adults a la recerca d'aliment.

## Paràsits
És parasitat per Posthodiplostomum, Genarchella isabellae, Saccocoelioides i Ascocotyle.

## Alimentació
Es nodreix d'invertebrats (principalment, petits crustacis) i d'organismes (vegetals i/o animals) adherits a les roques o pedres del fons aquàtic.

## Hàbitat i distribució geogràfica
És un peix d'aigua dolça, bentopelàgic i de clima tropical (23 °C-25 °C), el qual viu a l'Amèrica Central: les aigües netes i fredes del curs de muntanya del riu Tulija a la conca del riu Usumacinta al vessant atlàntic de Mèxic.

## Observacions
És inofensiu per als humans i el seu índex de vulnerabilitat és baix (10 de 100).